# Asia Rugby Women's Championship 2008
El Asia Rugby Women's Championship del 2008 fue la tercera edición del torneo femenino de rugby.
El ganador del torneo fue la selección de Kazajistán, quienes obtuvieron su segundo título en la competición, además de la clasificación a la Copa Mundial Femenina de Rugby de 2010,

## Equipos participantes
- Selección femenina de rugby de Hong Kong
- Selección femenina de rugby de Japón
- Selección femenina de rugby de Kazajistán
- Selección femenina de rugby de Kirguistán
- Selección femenina de rugby de Singapur
- Selección femenina de rugby de Uzbekistán

## Desarrollo

### Cuartos de final
| 3 de junio | Uzbekistán | 6 - 6 | Hong Kong |  |  |

| 3 de junio | Singapur | 38 - 0 | Kirguistán |  |  |

### Semifinales
| 5 de junio | Kazajistán | 64 - 3 | Uzbekistán |  |  |

| 5 de junio | Japón | 17 - 10 | Singapur |  |  |

### Definición Quinto Puesto
| 5 de junio | Hong Kong | 34 - 0 | Kirguistán |  |  |

| 7 de junio | Hong Kong | 49 - 0 | Kirguistán |  |  |

- Hong Kong obtiene el 5° puesto con un marcador global de 83-0.

### Definición Tercer Puesto
| 7 de junio | Uzbekistán | 15 - 0 | Singapur |  |  |

### Final
| 7 de junio | Kazajistán | 39 - 3 | Japón |  |  |

| Bandera de Kazajistán |
| Campeón Kazajistán    |
| Segundo título        |